# البوسطجي
البوسطجي هي رواية كتبها يحيي حقي وتم تحويلها إلى فيلم سنيمائي قام ببطولته الفنان شكري سرحان. تدور أحداث الرواية حول ساعي البريد الذي يحاول أن يتدخل في قراءة الجوابات التي يقوم بإيصالها، ممَّا يتسبب في الكثير من المتاعب.

## اقرأ أيضاً
- فلم البوسطجي (الفلم المأخوذ عن الرواية).

## روابط خارجية
- رواية البوسطجي على موقع غود ريدز.